# 認定看護師
認定看護師（にんていかんごし、CN : Certified Nurse）とは、日本看護協会の認定看護師認定審査に合格し、ある特定の看護分野において、熟練した看護技術と知識を有することを認められた者をいい、水準の高い看護実践を通して看護師に対する指導・相談活動を行う者をいう。

## 業務
認定看護師は以下の3つの役割を担うとされている。
1. 実践:個人・家族・集団に対し、熟練した看護技術を用いて水準の高い看護を実践
2. 指導:看護職に対し看護実践を通して指導
3. 相談:看護職に対するコンサルテーション

ただし、医師法により、診断、薬剤の処方、投与などを行うことは認められていない。

## 養成と認定
認定看護師を目指す条件としては、まず、日本国の保健師、助産師及び看護師のいずれかの免許を有しており、実務経験5年以上（うち3年以上は認定看護分野の経験）が必要である。それらを満たした上で認定看護師教育機関（2007年7月現在23施設）にて認定看護分野に応じた認定看護師教育課程（6か月・600時間以上）を修了し、認定審査（筆記試験）に合格すると、認定看護師認定証が交付され、認定看護師として登録される。

## 認定審査について
年に一度、日本看護協会が認定看護師の認定審査を行っている。応募はWebから行い、審査料は51,700円必要。
毎年、3月下旬から4月下旬に応募期間があり、11月初旬に認定審査が行われる。
認定審査はマークシート方式の4択方式であり、出題方式や出題数などは以下の通り。
| 出題方式           | 出題数 | 配点  | 出題範囲                                         |
| ------------------ | ------ | ----- | ------------------------------------------------ |
| 客観式一般問題     | 20問   | 50点  | 共通科目を含めた各認定分野の教育基準カリキュラム |
| 客観式状況設定問題 | 20問   | 100点 | 共通科目を含めた各認定分野の教育基準カリキュラム |

## 特定されている認定看護分野
2010年2月現在で、以下の21分野を特定している。
| 分野名（英名）                                              | 分野特定の時期   | 広告に関する届出受理日 |
| ----------------------------------------------------------- | ---------------- | ---------------------- |
| 救急看護(Emergency Nursing)                                 | 平成7年11月10日  | 平成19年6月18日        |
| 皮膚・排泄ケア(Wound,Ostomy and Continence Nursing)         | 平成7年11月10日  | 平成19年6月18日        |
| 集中ケア(Intensive Care)                                    | 平成9年10月25日  | 平成19年6月18日        |
| 緩和ケア(Palliative Care)                                   | 平成10年5月19日  | 平成19年6月18日        |
| がん化学療法看護(Cancer Chemotherapy Nursing)               | 平成10年5月19日  | 平成19年6月18日        |
| がん性疼痛看護(Cancer Pain Management Nursing)              | 平成10年5月19日  | 平成19年6月18日        |
| 訪問看護(Visiting Nursing)                                  | 平成10年11月20日 | 平成19年6月18日        |
| 感染管理(Infection Control)                                 | 平成10年11月20日 | 平成19年6月18日        |
| 糖尿病看護(Diabetes Nursing)                                | 平成12年2月4日   | 平成19年6月18日        |
| 不妊症看護(Infertility Nursing)                             | 平成12年2月4日   | 平成19年6月18日        |
| 新生児集中ケア(Neonatal Intensive Care)                     | 平成13年7月13日  | 平成19年6月18日        |
| 透析看護(Dialysis Nursing)                                  | 平成15年7月18日  | 平成19年6月18日        |
| 手術看護(Perioperative Nursing)                             | 平成15年7月18日  | 平成19年6月18日        |
| 乳がん看護(Breast Cancer Nursing)                           | 平成15年11月13日 | 平成19年6月18日        |
| 摂食・嚥下障害看護(Dysphagia Nursing)                       | 平成16年7月16日  | 平成19年6月18日        |
| 小児救急看護(Pediatric Emergency Nursing)                   | 平成16年11月18日 | 平成19年6月18日        |
| 認知症看護(Dementia Nursing)                                | 平成16年11月18日 | 平成19年6月18日        |
| 脳卒中リハビリテーション看護(Stroke Rehabilitation Nursing) | 平成20年2月8日   | 未                     |
| がん放射線療法看護(Radiation Therapy Nursing)               | 平成20年5月19日  | 未                     |
| 慢性呼吸器疾患看護(Chronic Respiratory Nursing)             | 平成22年2月      | 未                     |
| 慢性心不全看護(Chronic Heart Failure Nursing)               | 平成22年2月      | 未                     |